# Hârtie igienică

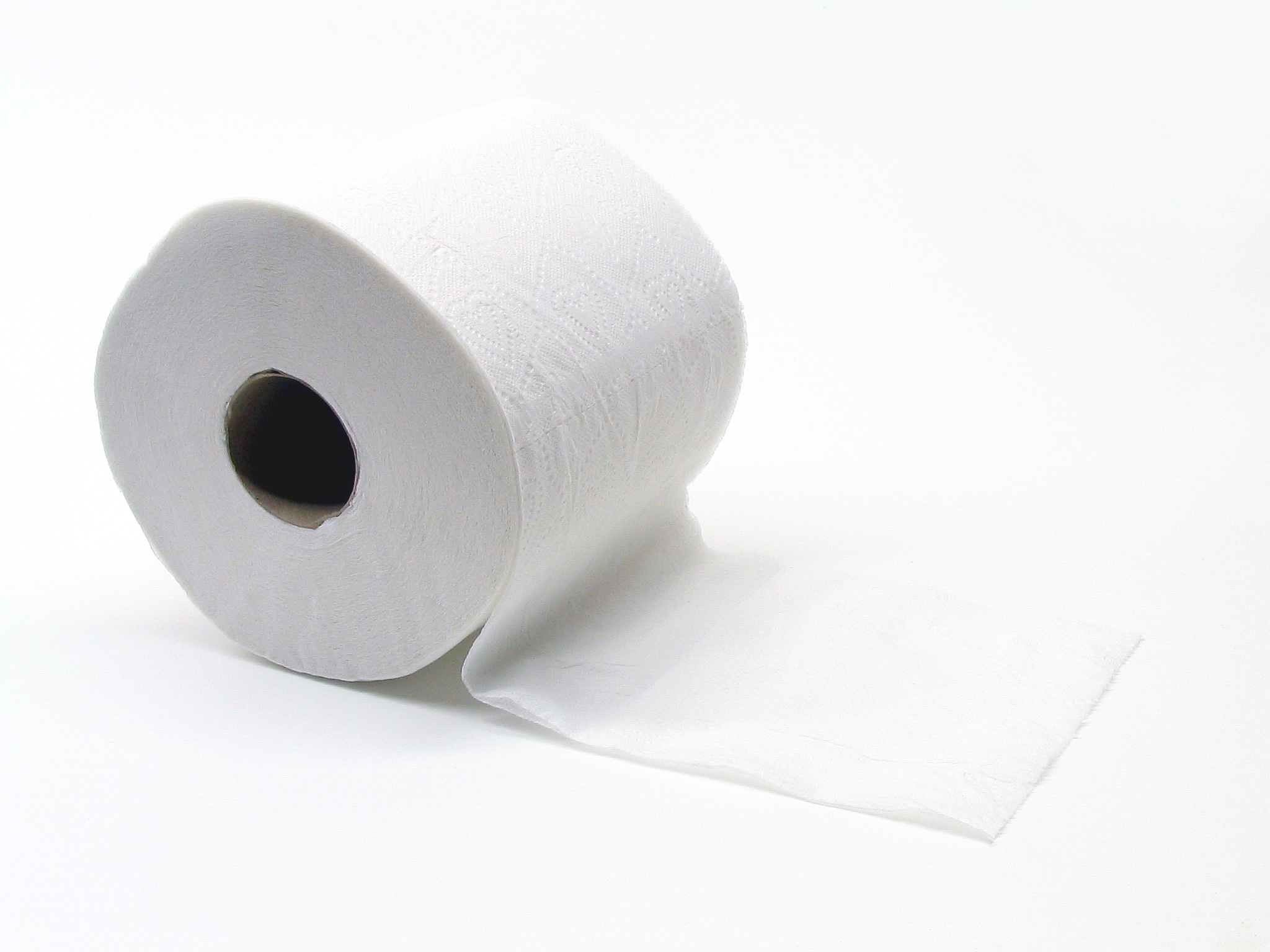
Un sul de hârtie igienică.

Hârtia igienică este un produs din hârtie folosit pentru a menține igiena personală după defecație sau urinare. A fost inventată de Joseph Gayetty (1880). 
Până atunci, oamenii se descurcau cu alte mijloace. Eschimoșii foloseau iarbă (pe timp de vară) și zăpadă (pe timp de iarnă). La tropice se foloseau carapace de moluște sau coji de cocos. In Roma antică se folosea un burete, atașat de un băț, scufundat în apă sărată. 
Unele culturi considerau că doar mâna stângă trebuie să fie activă și de aceea era considerat nepoliticos să dai mâna cu stânga.